# Manville (Wyoming)
Manville is een plaats (town) in de Amerikaanse staat Wyoming, en valt bestuurlijk gezien onder Niobrara County.

## Demografie
Bij de volkstelling in 2000 werd het aantal inwoners vastgesteld op 101. In 2006 is het aantal inwoners door het United States Census Bureau geschat op 97, een daling van 4 (-4,0%).

## Geografie
Volgens het United States Census Bureau beslaat de plaats een oppervlakte van 0,7 km², geheel bestaande uit land. Manville ligt op ongeveer 1601 m boven zeeniveau.

## Plaatsen in de nabije omgeving
De onderstaande figuur toont nabijgelegen plaatsen in een straal van 88 km rond Manville.